# 彬马那县
彬马那县，是缅甸内比都联邦区下辖的一个县。

## 历史沿革
2022年4月30日，缅甸政府以德金那县彬马那镇区和萨布提里镇区新设彬马那县。

## 行政区划
彬马那县下辖彬马那镇区和萨布提里镇区2个镇区。